# Frank Leo Ventre
Frank Leo Ventre (East Weymouth, Massachusetts, 3 april 1895 – Huntington, West Virginia, 12 oktober 1966) was een Amerikaans componist, dirigent en trompettist.

## Levensloop
Ventre was als trompettist lid van verschillende militaire en burgerlijke harmonieorkesten. Van 1926 tot 1933 was hij dirigent van het orkest van het Paramount Theater in New York. Aansluitend was hij dirigent aan het Roxy Theater tot 1954. Daar leerde hij ook zijn latere achtgenote Dorothy "Dolly" Wydell Ventre kennen, een danseres en choreograaf in hetzelfde theater in de jaren 1930 en 1940. In 1942 waren de huwelijksfeestelijkheden. Frank Leo Ventre heeft veel Broadway-Shows in het leven geroepen. Hij is vooral als marsencomponist bekend.

## Composities

### Werken voor harmonieorkest
- 1942 Wings Of Victory, mars (ook: The Fosterettes)
- 1949 Our United States